# Abdallah Ait-Oud
Abdallah Ait-Oud (La Hestre, 23 juli 1967) is een Belgisch misdadiger van Marokkaanse afkomst, veroordeeld op 11 juni 2008 voor de ontvoering, verkrachting en moord op de Luikse stiefzusjes Nathalie Mahy en Stacy Lemmens twee jaar eerder op 9 juni 2006.
De lichaampjes van de meisjes werden gevonden op 400 meter van het café waar de meisjes op 9 juni laatst werden gezien, en op twee kilometer van de plaats die werd aangeduid in een anonieme tipbrief die eerder werd gepubliceerd in de Nederlandse krant De Telegraaf van 28 juni 2006.

## Jeugdjaren
Abdallah Ait-Oud werd op 23 juli 1967 geboren in La Hestre, dicht bij Charleroi, in België. Zijn ouders waren emigranten uit Marokko, Telmet. Zijn jeugd was vol problemen, niet in de laatste plaats door zijn voorkeur voor perverse seksuele daden. Hij zou zijn nichtje Aïsha van haar zesde tot haar twaalfde jaar seksueel hebben misbruikt. Pas nadat een familielid het dagboek van het meisje leest, komt de incest aan het licht. Abdallah Ait-Oud zegt in 1994 voor de rechtbank dat hij als kind ook seksueel misbruikt is. Maar een psychiatrisch rapport toont aan dat hij een pathologische liegende psychopaat is. Hij werd veroordeeld tot vijf jaar gevangenisstraf. Het contact met zijn familie is sindsdien bar en boos.

## Misdaden
Op 10 maart 2001 sleurde hij in Luik een meisje van 14 jaar in zijn auto. Hij reed met haar een poosje rond en verkrachtte haar op een parkeerplaats. Omdat ze zich verzette, sloeg hij haar neer met een steen. In de waan dat ze dood was, reed Ait-Oud weg. Hij werd een maand later opgepakt. Om onduidelijke redenen werd hij ontoerekeningsvatbaar verklaard. Op 6 december 2005 wordt Abdallah Ait-Oud genezen verklaard. Hij vestigde zich in Saint Leonard in Luik, waar veel mensen met een migratieachtergrond wonen. Hij trok in een armoedig pandje in de Saint Leonardstraat 231, een kraakpand. Daar gebruikte hij speed en pleegde autodiefstallen. Hij begon een relatie met de 20-jarige Christelle die in de bar van Aux Armuriers werkt.

## Ontkenning
Ait-Oud heeft, sinds hij zich op 13 juni 2006 bij de politie heeft gemeld, alle aantijgingen tegen hem in de zaak Nathalie en Stacy ontkend. Belastend voor hem is dat op zijn lichaam schrammen en schaafwonden zijn aangetroffen en dat hij vlak na de verdwijning van de halfzusjes zijn hoofd kaalschoor. Hij is ook tweemaal in gelijksoortige zedenzaken veroordeeld: in 1994 tot een voorwaardelijke gevangenisstraf van 5 jaar vanwege de verkrachting van zijn nichtje en in 2001 voor de ontvoering en verkrachting van een tienermeisje. Zijn vriendin verklaarde later dat zij Ait-Ouds hoofd zelf kaalschoor, nog vóór de meisjes ontvoerd werden.
Het belangrijkste bewijs dat de aanklagers tegen Ait-Oud hadden zijn haren van Stacy in zijn broek en vezels van zijn kleding die op de meisjes werden gevonden.

## Veroordeling
Op 10 juni 2008 werd Ait-Oud door een assisenjury schuldig bevonden op de ontvoering, verkrachting van en de moord op de twee meisjes. Op 11 juni kreeg hij levenslange opsluiting voor zijn daden. Daarenboven heeft de regering het recht om hem ook tien jaar na zijn effectieve gevangenisstraf vast te houden, indien wordt geoordeeld dat hij nog steeds een bedreiging vormt voor de maatschappij.